# Hertsmere
Hertsmere è un borough dell'Hertfordshire, Inghilterra, Regno Unito, con sede a Borehamwood.
Il distretto fu creato con il Local Government Act 1972, il 1º aprile 1974 dalla fusione dei distretti urbani di Bushey e Potters Bar con il distretto rurale di Elstree e parte del distretto rurale di Watford.

## Parrocchie civili
Le parrocchie del borough, che non coprono l'area di Bushey e Potters Bar (compresa South Mimms), sono:
- Aldenham
- Elstree and Borehamwood
- Ridge
- Shenley